# Jesús Tortosa Llopis
Jesús Tortosa Llopis (Benifayó, provincia de Valencia, 3 de enero de 1959) es un político español, fue portavoz del grupo municipal Socialista de Benifayó por el PSPV-PSOE. Fue alcalde durante dos períodos: primero durante un año y medio en la legislatura 1999-2003, donde gobernó en coalición junto al Bloque Nacionalista Valenciano, y desde 2003 hasta marzo de 2005, donde fue objeto de una moción de censura presentada en conjunto por el BLOC y el PP.
El 25 de noviembre del año 2008 presenta su renuncia a su acta de concejal en el ayuntamiento de Benifayó dejando atrás 18 años de trayectoria política.
Desde diciembre de 2008, ocupa el cargo de presidente de la agrupación local del PSPV-PSOE de Benifayó.